# Abbie Hoffman
Abbot Howard "Abbie" Hoffman (30 de novembro de 1936 – 12 de abril de 1989) foi um ativista social e político norte-americano, anarquista e auto-proclamado revolucionário, co-fundador do Partido Internacional da Juventude (Youth International Party - "Yippies").
Ele foi preso e julgado por conspiração e incitar a revolta como resultado de sua função em protestos que levaram a violentos confrontos com a polícia durante a Convenção Nacional Democrata de 1968, juntamente com Jerry Rubin, David Dellinger, Tom Hayden, Rennie Davis, John Froines, Lee Weiner, e Bobby Seale. O grupo ficou conhecido coletivamente como "Oito de Chicago"; quando a acusação de Seale foi separada da dos outros, se tornaram conhecidos como os Sete de Chicago. Enquanto os réus foram inicialmente condenados por intenção de incitar um motim, as sentenças foram anuladas por recurso.
Hoffman continuou sua militância na década de 1970, e continua a ser um ícone do movimento antiguerra e da era da contracultura.

## Biografia
Hoffman nasceu em uma família judia na cidade de Worcester, Massachusetts. Ele se formou em 1959 na Universidade Brandeis, onde teve aulas com o teórico Herbert Marcuse. Casou-se com Sheila Karklin em 1960 e teve dois filhos com ela. Ele se divorciou em 1966 e se casou novamente com Anita Kushner, com quem teve um filho. Ele se divorciou novamente em 1980. 
Antes de se envolver no movimento Yippie, Hoffman era também atuante no Student Nonviolent Coordinating Committee. Ele também organizou a Liberty House, que vendia itens para apoiar o movimento dos direitos civis no sul dos Estados Unidos.
Durante a Guerra do Vietnã, ele muitas vezes usou humor e comédia em manifestações. Por exemplo, ele e mais 50  mil manifestantes foram ao Pentágono e fizeram uma demonstração onde tentavam fazer o edifício levitar usando energia psíquica. Ele também conseguiu mobilizar e politizar muitos hippies.
Uma das façanhas de Hoffman foi em 24 de agosto de 1967, onde ele apareceu com um grupo de ativistas na galeria da Bolsa de Valores de Nova Iorque. De lá, ele jogou dinheiro sobre as pessoas que estavam embaixo, que lutaram para pegá-las. Desde então foram instaladas barreiras nesta área para evitar o mesmo tipo de evento.
Hoffman foi preso por conspiração e incitar um motim para o papel que desempenhou durante a Convenção Nacional Democrata de 1968 em Chicago. É parte do grupo conhecido como os Sete de Chicago, incluindo Jerry Rubin e outros ativistas radicais, incluindo o futuro senador da Califórnia, Tom Hayden. Durante o julgamento, Abbie Hoffman teria aconselhado ao juiz o uso de LSD.
No festival de Woodstock em 1969, ele se lembra de sua interrupção durante o show do The Who. Hoffman subiu ao palco e interrompeu Pete Townshend protestando contra a prisão de John Sinclair, um ativista anarquista.
Em 1973, a polícia o acusou de tráfico de cocaína. Ele foi para a clandestinidade e morava nas Thousand Islands no norte do estado de Nova Iorque com sua namorada Johanna Lawrenson, onde usou o nome "Barry Freed" e era um ativista ambiental, até em 1980 se revelou e se rendeu às autoridades.
Hoffman foi encontrado morto em sua casa em 12 de abril de 1989 de uma overdose de drogas, um suicídio.

## Publicações
- Fuck the System (panfleto, 1967) sob o pseudônimo George Metesky
- Revolution For the Hell of It (1968, Dial Press)[11][12][13][14][15] sob o pseudônimo  "Free"
  - Revolution for the Hell of It: The Book That Earned Abbie Hoffman a 5 Year Prison Term at the Chicago Conspiracy Trial (reimpressão 2005, ISBN 1-56025-690-7)
- Woodstock Nation: A Talk-Rock Album (1969, Random House)
- Steal This Book (1971, Pirate Editions)
  - Steal This Book (reimpressão de1996 ISBN 1-56858-217-X)
  - Authorized online location
- Vote! A Record, A Dialogue, A Manifesto – Miami Beach, 1972 And Beyond (1972, Warner Books) por Hoffman, Jerry Rubin e Ed Sanders
- To America With Love: Letters From the Underground (1976, Stonehill Publishing) por Hoffman e Anita Hoffman
  - To America With Love: Letters From the Underground (segunda edição 2000, ISBN 1-888996-28-5)
- Soon to Be a Major Motion Picture (1980, Perigee, ISBN 0-399-50503-2)
  - The Autobiography of Abbie Hoffman (segunda edição 2000, ISBN 1-56858-197-1)
- Square Dancing in the Ice Age: Underground Writings (1982, Putnam, ISBN 0-399-12701-1)
- Steal This Urine Test: Fighting Drug Hysteria in America (1987, Penguin, ISBN 0-14-010400-3) por Hoffman e Jonathan Silvers
- The Best of Abbie Hoffman (1990, Four Walls Eight Windows, ISBN 0-941423-42-5)
- Preserving Disorder: The Faking of the President 1988 (1999, Viking, ISBN 0-670-82349-X) por Hoffman e Jonathan Silvers

## Disco
- Wake Up, America! Big Toe Records (1970)